# Strutture più alte del mondo

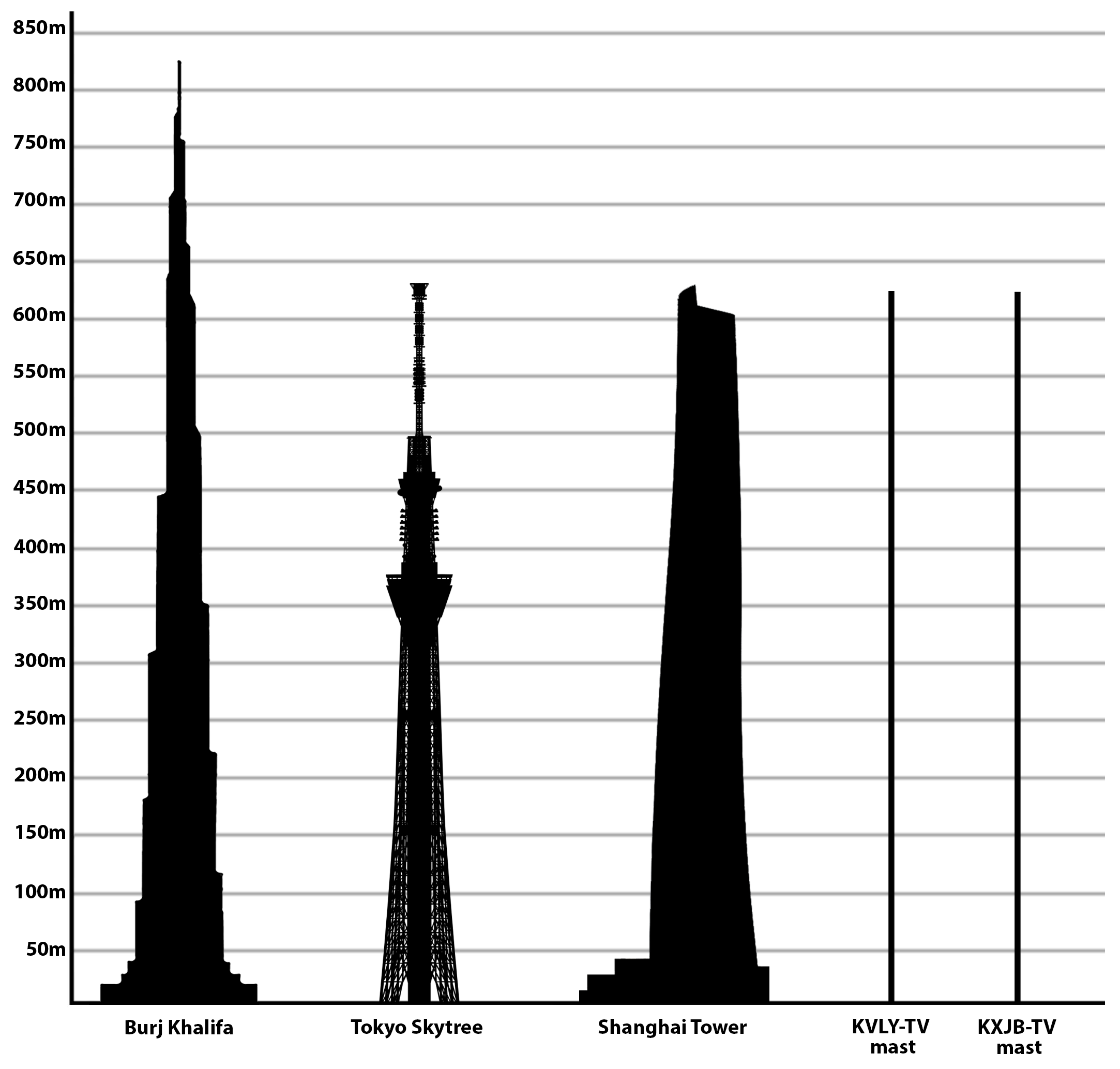
Le strutture più alte del mondo nel 2019

Questa è una lista delle strutture più alte del mondo di ogni tipo, passate e presenti. La più alta è Burj Dubai di 828 m. La maggior parte delle strutture elencate sono torri a traliccio e strallate per antenne radiotelevisivi, seguite da un mix delle più alte torri autoportanti per antenne (per esempio la CN Tower) e i più alti grattacieli (come la Willis Tower).
Sparse tra queste strutture sono incluse anche piattaforme petrolifere, torri elettriche, torri dei ponti, ecc. La lista parte dall'altezza massima al momento raggiunta, che poi, con il diminuire dell'altezza, gli edifici saranno raggruppati in intervalli di 50 m per rendere più facile la comprensione e la ricerca.
Questo elenco comprende molti pali strallati. Un palo strallato è una struttura di supporto, comunemente usato sulle navi a vela come supporto per le vele, o su un terreno, come un'antenna radiotelevisiva, utilizzato per sostenere apparecchiature per le telecomunicazioni come antenne radio.

## Terminologia
Al di fuori del settore dell'elettronica vi è spesso ambiguità fra i termini torre e palo. Una torre è una struttura autoportante o a sbalzo, mentre un palo è sostenuto da cavi di ancoraggio. Entrambi occupano uno spazio molto limitato, al contrario degli edifici regolari che hanno una maggior superficie. La terminologia viene ulteriormente confusa attraverso un uso improprio, ad esempio spesso i grattacieli sono indicati come torri, mentre spesso per le torri viene usato il termine palo.

## Lista per altezza
- Le strutture che probabilmente mancano in questo elenco sono i pali utilizzati per il sistema di navigazione russo RSDN-20.
- Le strutture non più in piedi sono scritte in corsivo ed evidenziate.
- Le strutture in costruzione sono incluse nella lista, se la sua altezza attuale è di oltre 500 metri.

### Strutture (attuali o del passato) alte dai 600 m in su
| Nome                                                 | Altezza Principale | Anno completamento | Tipo di struttura       | Uso principale                     | Stato               | Città                             | Commento                                                                                     | Coordinate                   |
| ---------------------------------------------------- | ------------------ | ------------------ | ----------------------- | ---------------------------------- | ------------------- | --------------------------------- | -------------------------------------------------------------------------------------------- | ---------------------------- |
| 1 Burj Khalifa                                       | 829.8 m            | 2009               | Grattacielo             | Uffici, hotel, residenziale        | Emirati Arabi Uniti | Dubai                             | Inaugurata il 17 gennaio 2009                                                                | 25°11′50″N 55°16′26.6″E      |
| 2 Merdeka 118                                        | 678.9 m            | 2023               | Grattacielo             | Uffici, hotel, centro commerciale  | Malaysia            | Kuala Lumpur                      | inaugurato nel 2023                                                                          | 3°08′28″N 101°42′05″E        |
| 3 Antenna radio di Varsavia                          | 646.30 m           | 1974               | Palo strallato          | LF-trasmissioni                    | Polonia             | Konstantynow                      | Crollata l'8 agosto 1991, durante la sostituzione dei cavi di ancoraggio                     | 52°22′03.91″N 19°48′07.04″E  |
| 4 Tokyo Sky Tree                                     | 630 m              | 2012               | Torre                   | Osservazione, UHF/VHF-trasmissioni | Giappone            | Tokyo                             | Struttura autoportante più alta del Giappone. Inaugurata il 22 maggio 2012                   | 35°42′36.5″N 139°48′39″E     |
| 5 KVLY/KTHI TV Mast                                  | 628.8 m            | 1963               | Palo strallato          | UHF/VHF-trasmissioni               | U.S.A.              | Blanchard, Dakota del Nord        | Palo più alto del mondo                                                                      | 47°20′31.85″N 97°17′21.13″W  |
| 6 KXJB-TV mast                                       | 627.8 m            | 1998               | Palo strallato          | UHF/VHF-trasmissioni               | U.S.A.              | Galesburg, Dakota del Nord        | Ricostruito dopo il crollo del 14 febbraio 1968 e del 6 aprile 1997                          | 47°16′45″N 97°20′27″W        |
| 7 KXTV/KOVR Tower                                    | 624.5 m            | 2000               | Palo strallato          | UHF/VHF-trasmissioni               | U.S.A.              | Walnut Grove, California          | Struttura più alta in California                                                             | 38°14′23.2″N 121°30′05.7″W   |
| 8 Canton Tower                                       | 618 m              | 2009               | Torre                   | Osservazione, UHF/VHF-trasmissioni | Cina                | Canton                            | Inaugurata nei primi mesi del 2010                                                           | 23°06′32.55″N 113°19′09.29″E |
| 9 Piattaforma Petronius                              | 610 m              | 2000               | Piattaforma petrolifera | Trivellazione petrolifera          | U.S.A.              | Golfo del Messico                 | Situato a circa 210 km a sud-est di New Orleans                                              | 29°06′30″N 87°56′30″W        |
| 10 KATV Tower                                        | 609.6 m            | 1965?1967?         | Palo strallato          | UHF/VHF-trasmissioni               | U.S.A.              | Redfield, Arkansas                | È stata la struttura più alta in Arkansas, è crollata l'11 gennaio 2008                      | 34°28′24″N 92°12′11″W        |
| 11 KCAU TV Tower                                     | 609.6 m            | 1965               | Palo strallato          | UHF/VHF-trasmissioni               | U.S.A.              | Sioux City, Iowa                  | Struttura più alta in Iowa (Ex aequo)                                                        | 42°35′11″N 96°13′57″W        |
| 12 WECT TV6 Tower                                    | 609.6 m            | 1969               | Palo strallato          | UHF/VHF-trasmissioni               | U.S.A.              | Colly Township, Carolina del Nord | Struttura più alta in Carolina del Nord                                                      | 34°34′44″N 78°26′12″W        |
| 13 WHO-TV, KDIN-TV,WOI-FM Tower                      | 609.6 m            | 1972               | Palo strallato          | VHF-TV, FM trasmissioni radio      | U.S.A.              | Alleman, Iowa                     | Struttura più alta in Iowa (Ex aequo), conosciuta anche come la Torre LLC LocalTV            | 41°48′33″N 93°36′53″W        |
| 14 Des Moines Hearst-Argyle Television Tower Alleman | 609.6 m            | 1974               | Palo strallato          | UHF/VHF-trasmissioni               | U.S.A.              | Alleman, Iowa                     | Struttura più alta in Iowa (Ex aequo)                                                        | 41°48′35″N 93°37′17″W        |
| 15 WEAU-Tower                                        | 609.6 m            | 1981               | Palo strallato          | UHF/VHF-trasmissioni               | U.S.A.              | Fairchild, Wisconsin              | Struttura più alta del Wisconsin                                                             | 44°39′50″N 90°57′41″W        |
| 16 Diversified Communications Tower                  | 609.6 m            | 1981               | Palo strallato          | UHF/VHF-trasmissioni               | U.S.A.              | Floyd Dale, Carolina del Sud      | Struttura più alta in Sud Carolina (Ex aequo)                                                | 34°22′03″N 79°19′48″W        |
| 17 AFLAC Tower                                       | 609.6 m            | 1984               | Palo strallato          | UHF/VHF-trasmissioni               | U.S.A.              | Rowley, Iowa                      | Struttura più alta in Iowa (Ex aequo)                                                        | 42°24′02″N 91°50′37″W        |
| 18 WBTV-Tower                                        | 609.6 m            | 1984               | Palo strallato          | UHF/VHF-trasmissioni               | U.S.A.              | Dallas, Carolina del Nord         | Struttura più alta in Nord Carolina (Ex aequo)                                               | 35°21′51″N 81°11′12″W        |
| 19 Hearst-Argyle Tower                               | 609.6 m            | 1985               | Palo strallato          | UHF/VHF-trasmissioni               | U.S.A.              | Walnut Grove, California          |                                                                                              | 38°15′52.1″N 121°29′25.5″W   |
| 20 WTTO Tower                                        | 609.6 m            | 1986               | Palo strallato          | UHF/VHF-trasmissioni               | U.S.A.              | Windham Springs, Alabama          | Struttura più alta in Alabama                                                                | 33°28′51″N 87°24′03″W        |
| 21 WCSC-Tower                                        | 609.6 m            | 1986               | Palo strallato          | UHF/VHF-trasmissioni               | U.S.A.              | Awendaw, Carolina del Sud         | Struttura più alta in Sud Carolina (Ex aequo)                                                | 32°55′29″N 79°41′57″W        |
| 22 KTVE-Tower                                        | 609.6 m            | 1987               | Palo strallato          | UHF/VHF-trasmissioni               | U.S.A.              | Bolding, Arkansas                 | Conosciuto anche come SpectraSite Tower Bolding, è la struttura più alta in Arkansas         | 33°04′41″N 92°13′41″W        |
| 23 WCTV Tower                                        | 609.6 m            | 1987               | Palo strallato          | UHF/VHF-trasmissioni               | U.S.A.              | Metcalf, Georgia                  | Struttura più alta in Georgia                                                                | 30°40′14″N 83°56′26″W        |
| 24 WCIX/CH6 TV Mast                                  | 609.6 m            | 1992               | Palo strallato          | UHF/VHF-trasmissioni               | U.S.A.              | Homestead, Florida                | È crollato durante l'uragano Andrew nel 1992, ricostruita nel 1993 di soli 538,6 m           | 25°32′25″N 80°28′06″W        |
| 25 TV Alabama Tower                                  | 609.6 m            | 1996               | Palo strallato          | UHF/VHF-trasmissioni               | U.S.A.              | Windham Springs, Alabama          | Struttura più alta in Alabama                                                                | 33°28′48″N 87°25′50″W        |
| 26 KDLT Tower                                        | 609.6 m            | 1998               | Palo strallato          | UHF/VHF-trasmissioni               | U.S.A.              | Rowena, Dakota del Sud            | Struttura più alta in Sud Dakota                                                             | 43°30′18″N 96°33′23″W        |
| 27 KMOS TV Tower                                     | 609.6 m            | 2002               | Palo strallato          | UHF/VHF-trasmissioni               | U.S.A.              | Syracuse, Missouri                | Struttura più alta in Missouri; conosciuta anche come Rohn Tower.                            | 38°37′36″N 92°52′04″W        |
| 28 Liberman Broadcasting Tower Era                   | 609.6 m            | 2006               | Palo strallato          | UHF/VHF-trasmissioni               | U.S.A.              | Era, Texas                        | Struttura più alta in Texas (Ex aequo)                                                       | 33°29′05.5″N 97°24′44.8″W    |
| 29 Winnie Cumulus Broadcasting Tower                 | 609.6 m            | 2005               | Palo strallato          | UHF/VHF-trasmissioni               | U.S.A.              | Winnie, Texas                     | Struttura più alta in Texas (Ex aequo)                                                       | 29°56′09.8″N 94°30′39.4″W    |
| 30 WRAL HDTV Mast                                    | 609.5 m            | 1991               | Palo strallato          | UHF/VHF-trasmissioni               | U.S.A.              | Auburn, Carolina del Nord         | ricostruita dopo il crollo di due pali con una altezza di 609,3 m nel dicembre 1989          | 35°40′35.1″N 78°32′07.2″W    |
| 31 Perry Broadcasting Tower                          | 609.5 m            | 2004               | Palo strallato          | UHF/VHF-trasmissioni               | U.S.A.              | Alfalfa, Oklahoma                 | Struttura più alta in Oklahoma                                                               | 35°15′03.8″N 98°36′53.8″W    |
| 32 KY3 Tower                                         | 609.4 m            | 2000               | Palo strallato          | UHF/VHF-trasmissioni               | U.S.A.              | Fordland, Missouri                |                                                                                              | 37°10′26″N 92°56′28.1″W      |
| 33 SpectraSite Tower Thomasville                     | 609.4 m            | 2002               | Palo strallato          | UHF/VHF-trasmissioni               | U.S.A.              | Thomasville, Georgia              |                                                                                              | 30°40′50.3″N 83°58′20.6″W    |
| 34 Pegasus Broadcasting Tower                        | 609.4 m            |                    | Palo strallato          | UHF/VHF-trasmissioni               | U.S.A.              | Metcalf, Georgia                  |                                                                                              | 30°40′52″N 83°58′21″W        |
| 35 KLDE Tower                                        | 609.3 m            | 1986               | Palo strallato          | UHF/VHF-trasmissioni               | U.S.A.              | Liverpool, Texas                  | Conosciuto anche come Clear Channel Broadcasting Tower, TX                                   | 29°17′17″N 95°13′54″W        |
| 36 WCKW/KSTE-Tower                                   | 609.3 m            | 1988               | Palo strallato          | UHF/VHF-trasmissioni               | U.S.A.              | Vacherie, Louisiana               | Struttura più alta in Louisiana; conosciuto anche come Clear Channel Broadcasting Tower, LA. | 29°57′11″N 90°43′26″W        |
| 37 American Towers Tower Elkhart                     | 609.3 m            | 2001               | Palo strallato          | UHF/VHF-trasmissioni               | U.S.A.              | Elkhart, Iowa                     |                                                                                              | 41°49′48″N 93°36′54.6″W      |
| 38 Salem Radio Properties Tower                      | 609.3 m            | 2002               | Palo strallato          | UHF/VHF-trasmissioni               | U.S.A.              | Collinsville, Texas               |                                                                                              | 33°32′08.4″N 96°49′55″W      |
| 39 Stowell Cumulus Broadcasting Tower                | 609.3 m            | ?                  | Palo strallato          | UHF/VHF-trasmissioni               | U.S.A.              | Stowell, Texas                    | Costruito, pur essendo citata nella FCC-list come concesso                                   | 29°41′52.5″N 94°24′09.3″W    |
| 40 WLBT Tower                                        | 609 m              | 1999               | Palo strallato          | UHF/VHF-trasmissioni               | U.S.A.              | Raymond, Mississippi              | Struttura più alta in Mississippi                                                            | 32°12′49.9″N 90°22′56.5″W    |
| 41 KYTV Tower 2                                      | 608.4 m            | 1973               | Palo strallato          | UHF/VHF-trasmissioni               | U.S.A.              | Marshfield, Missouri              | Conosciuto anche come American Tower Management                                              | 37°13′09.4″N 92°56′57.4″W    |
| 42 SpectraSite Tower Raymond                         | 608.4 m            |                    | Palo strallato          | UHF/VHF-trasmissioni               | U.S.A.              | Raymond, Mississippi              |                                                                                              | 32°12′11.9″N 90°23′34.8″W    |
| 43 Hoyt Radio Tower                                  | 608.38 m           | 2003               | Palo strallato          | UHF/VHF-trasmissioni               | U.S.A.              | Hoyt, Colorado                    | Struttura più alta in Colorado                                                               | 39°55′21.8″N 103°58′20.2″W   |
| 44 Service Broadcasting Tower Decatur                | 608.1 m            | 2000               | Palo strallato          | UHF/VHF-trasmissioni               | U.S.A.              | Decatur, Texas                    |                                                                                              | 33°23′12″N 97°33′58″W        |
| 45 WTVD Tower                                        | 607.8 m            | 1978               | Palo strallato          | UHF/VHF-trasmissioni               | U.S.A.              | Auburn, Carolina del Nord         |                                                                                              | 35°40′06″N 78°31′58″W        |
| 46 Channel 40 Tower                                  | 607.8 m            | 1985               | Palo strallato          | UHF/VHF-trasmissioni               | U.S.A.              | Walnut Grove, California          |                                                                                              | 38°16′21.4″N 121°30′21.6″W   |
| 47 Liberman Broadcasting Tower Devers                | 607.7 m            | 2006               | Palo strallato          | UHF/VHF-trasmissioni               | U.S.A.              | Devers, Texas                     |                                                                                              | 30°01′02.2″N 94°32′47.9″W    |
| 48 KHYS Tower                                        | 607.2 m            | 1997               | Palo strallato          | UHF/VHF-trasmissioni               | U.S.A.              | Devers, Texas                     | Smantellato                                                                                  | 30°03′07″N 94°31′39″W        |
| 49 Clear Channel Broadcasting Tower Devers           | 607 m              | 1988               | Palo strallato          | UHF/VHF-trasmissioni               | U.S.A.              | Devers, Texas                     |                                                                                              | 30°03′06″N 94°31′38″W        |
| 50 Media General Tower                               | 607 m              | 1987               | Palo strallato          | UHF/VHF-trasmissioni               | U.S.A.              | Awendaw, Carolina del Sud         |                                                                                              | 32°56′25″N 79°41′44″W        |
| 51 Eastern North Carolina Broadcasting Tower         | 606.2 m            | 1980               | Palo strallato          | UHF/VHF-trasmissioni               | U.S.A.              | Trenton, Carolina del Nord        |                                                                                              | 35°06′16″N 77°20′11″W        |
| 52 WNCN Tower                                        | 606.2 m            | 2000               | Palo strallato          | UHF/VHF-trasmissioni               | U.S.A.              | Garner, Carolina del Nord         |                                                                                              | 35°40′29″N 78°31′39″W        |
| 53 KELO TV Tower                                     | 605 m              | 1974               | Palo strallato          | UHF/VHF-trasmissioni               | U.S.A.              | Rowena, Dakota del Sud            |                                                                                              | 43°31′07″N 96°32′06″W        |
| 54 WITN Tower                                        | 605 m              | 1979               | Palo strallato          | UHF/VHF-trasmissioni               | U.S.A.              | Grifton, Carolina del Nord        | Conosciuto anche come Gray Television Tower                                                  | 35°21′56″N 77°23′37″W        |
| 55 Noe Corp Tower                                    | 604.7 m            | 1998               | Palo strallato          | UHF/VHF-trasmissioni               | U.S.A.              | Columbia, Louisiana               |                                                                                              | 32°11′51″N 92°04′14″W        |
| 56 Pappas Telecasting Tower                          | 603.6 m            | 2000               | Palo strallato          | UHF/VHF-trasmissioni               | U.S.A.              | Plymouth County, Iowa             |                                                                                              | 42°35′12″N 96°13′19″W        |
| 57 KHOU-TV Tower                                     | 602 m              | 1992               | Palo strallato          | UHF/VHF-trasmissioni               | U.S.A.              | Missouri City, Texas              |                                                                                              | 29°33′41″N 95°30′05″W        |
| 58 Richland Towers Tower Missouri City               | 601.3 m            | 2001               | Palo strallato          | UHF/VHF-trasmissioni               | U.S.A.              | Missouri City, Texas              |                                                                                              | 29°34′16″N 95°30′38″W        |
| 59 Senior Road Tower                                 | 600.7 m            | 1983               | Palo strallato          | UHF/VHF-trasmissioni               | U.S.A.              | Missouri City, Texas              |                                                                                              | 29°34′35″N 95°30′37″W        |
| 60 KTRK-TV Tower                                     | 600.5 m            | 1982               | Palo strallato          | UHF/VHF-trasmissioni               | U.S.A.              | Missouri City, Texas              |                                                                                              | 29°34′28″N 95°29′38″W        |
| 61 Houston Tower Joint Venture Tower                 | 600.5 m            | 1985               | Palo strallato          | UHF/VHF-trasmissioni               | U.S.A.              | Missouri City, Texas              |                                                                                              | 29°34′07″N 95°29′58″W        |
| 62 American Towers Tower Missouri City               | 600.5 m            | 2000               | Palo strallato          | UHF/VHF-trasmissioni               | U.S.A.              | Missouri City, Texas              |                                                                                              | 29°33′45.1″N 95°30′35.7″W    |
| 63 Fox-TV Tower                                      | 600.4 m            | 1982               | Palo strallato          | UHF/VHF-trasmissioni               | U.S.A.              | Missouri City, Texas              |                                                                                              | 29°34′29″N 95°29′38″W        |
| 64 Mississippi Telecasting Tower                     | 600 m              | 1982               | Palo strallato          | UHF/VHF-trasmissioni               | U.S.A.              | Inverness, Mississippi            |                                                                                              | 33°22′23″N 90°32′25″W        |
| 65 WCNC-TV Tower                                     | 600 m              | 1992               | Palo strallato          | UHF/VHF-trasmissioni               | U.S.A.              | Dallas, Carolina del Nord         |                                                                                              | 35°20′49.4″N 81°10′14.2″W    |
| 66 Capstar Radio Tower                               | 600 m              | 2001               | Palo strallato          | UHF/VHF-trasmissioni               | U.S.A.              | Middlesex, Carolina del Nord      |                                                                                              | 35°49′54″N 78°08′49″W        |

## Lista per continenti

### Attuale
La tabella seguente è un elenco delle strutture più alte attuali di ogni continente (elencate per dimensione geografica):
| Continente   | Struttura                                                                                      | Altezza            | Anno | Nazione                        | Città |
| ------------ | ---------------------------------------------------------------------------------------------- | ------------------ | ---- | ------------------------------ | --- |
| Asia         | Burj Khalifa                                                                                   | 829,8 m (2 722 ft) | 2009 | Emirati Arabi Uniti            | Dubai |
| Africa       | Nador transmitter                                                                              | 380 m (1 247 ft)   | 1972 | Marocco                        | Nador |
| Nord America | KVLY-TV mast                                                                                   | 629 m (2 064 ft)   | 1963 | Stati Uniti d'America          | Blanchard |
| Sud America  | Amazon Tall Tower Observatory (torre di ricerca scientifica nella foresta pluviale amazzonica) | 325 m (1 066 ft)   | 2015 | Brasile                        | Il sito è lontano da qualsiasi villaggio, a circa 150 chilometri a nord-est di Manaus                               |
| Europa       | Ostankino Tower                                                                                | 540,1 m (1 772 ft) | 1967 | Russia                         | Mosca (Via Akademika Koroleva 15)                                                                                   |
| Australia    | Naval Communication Station Harold E. Holt                                                     | 387 m (1 270 ft)   | 1967 | Australia                      | Si trova sulla costa nord-occidentale dell'Australia, a 6 chilometri a nord della città Exmouth, Western Australia. |
| Oceania      | VLF transmitter Lualualei                                                                      | 458 m (1 503 ft)   | 1972 | Stati Uniti d'America (Hawaii) | È una struttura della Marina militare statunitense vicino a Lualualei, Hawaii                                       |

### Di tutti i tempi
La seguente tabella è un elenco delle strutture più alte di tutti i tempi di ogni continente (elencate per dimensione geografica):
| Continente   | Struttura                  | Altezza             | Periodo    | Periodo        | Nazione                        | Città                                                                         | Note |
| Continente   | Struttura                  | Altezza             | Completato | Demolizione    | Nazione                        | Città                                                                         | Note |
| ------------ | -------------------------- | ------------------- | ---------- | -------------- | ------------------------------ | ----------------------------------------------------------------------------- | --- |
| Asia         | Burj Khalifa               | 829,8 m (2 722 ft)  | 2009       | attuale        | Emirati Arabi Uniti            | Dubai                                                                         | |
| Africa       | OMEGA transmitter Chabrier | 428 m (1 404 ft)    | 1976       | 14 aprile 1999 | Isola della Riunione           | Chabrier                                                                      | demolito con esplosivi                                                                                        |
| Nord America | KVLY-TV mast               | 629 m (2 064 ft)    | 1963       | attuale        | Stati Uniti d'America          | Blanchard                                                                     | |
| Sud America  | Omega Tower Trelew         | 366 m (1 201 ft)    | 1976       | 23 giugno 1998 | Argentina                      | Situato a Golfo Nuevo, 40 km fuori Trelew                                     | demolito con esplosivi                                                                                        |
| Europa       | Antenna radio di Varsavia  | 646,38 m (2 121 ft) | 1974       | 8 agosto 1991  | Polonia                        | Gąbin, Varsavia                                                               | torre radiofonica di Kostantynow crollò alle ore 16 dell'8 agosto 1991 a causa del cedimento dell'ancoraggio. |
| Australia    | VLF Transmitter Woodside   | 432 m (1 417 ft)    | 1971       | 22 aprile 2015 | Australia                      | Woodside, nello stato di Victoria                                             | demolito con esplosivi                                                                                        |
| Oceania      | VLF transmitter Lualualei  | 458 m (1 503 ft)    | 1972       | attuale        | Stati Uniti d'America (Hawaii) | È una struttura della Marina militare statunitense vicino a Lualualei, Hawaii | |